# Romain Humeau
 (février 2015).
Romain Humeau , né le 10 avril 1971 à Aix-en-Provence, est un musicien multi-instrumentiste (chant, guitare, banjo, batterie, basse, violon, piano), auteur, compositeur, interprète et arrangeur français. Il est le chanteur et guitariste du groupe de rock Eiffel.

## Biographie
Cette section ne s'appuie pas, ou pas assez, sur des sources secondaires ou tertiaires indépendantes du sujet. Le texte peut contenir des analyses inexactes ou inédites de sources primaires.
Pour l'améliorer, ajoutez-en, ou placez des modèles {{Source secondaire souhaitée}} ou {{Source secondaire nécessaire}} sur les passages mal sourcés. (janvier 2025)
Romain passe son enfance dans le village de Barbaste près de Nérac, dans le Lot-et-Garonne.
En 1995, il est élève au conservatoire de Toulouse et a déjà fait partie de plusieurs groupes de rock depuis l’adolescence.
Il quitte le sud-ouest en 1995 pour rejoindre en banlieue parisienne celle qui deviendra son épouse, Estelle Humeau, avec laquelle il forme le groupe de pop-rock Oobik and the Pucks, en compagnie du batteur Nicolas Courret, qui devient par la suite Eiffel. Le groupe ainsi nommé sort son premier LP Abricotine en 2000, et poursuit depuis une activité régulière, alternant albums studios et tournées.
Le dernier album en date du groupe Eiffel, Stupor Machine, paru en 2019, est le sixième studio de la formation.

### Projets solos
Il publie en 2005 son premier solo, intitulé L'éternité de l’instant.
Profitant d'une période de pause avec Eiffel au milieu des années 2010, il s'attelle à plusieurs projets : à la demande du service des créations de France Culture, il adapte l'œuvre de Michel Tournier, Vendredi ou les Limbes du Pacifique, en vingt-cinq pièces musicales (huit chansons et dix-sept titres instrumentaux), accompagné par Nicolas Bonnière (guitariste d'Eiffel depuis 2008) et Guillaume Marsault ainsi que par une partie de l'Orchestre national de France[source insuffisante]. Le récit étant de Denis Lavant. L'album sort le 29 juin 2015. 
De retour dans son studio personnel (dit "des Romanos"), il compose un nouvel album baptisé Mousquetaire qui, compte tenu du nombre de chansons écrites, finira par devenir double, avec un premier volet en 2016 et un second en 2018,[source insuffisante].
En 2020, il publie son cinquième album solo, Echos.

### Projets annexes
Il a été conducteur et arrangeur sur l'album Des visages des figures de Noir Désir, en 2001. Il est depuis resté proche de son leader Bertrand Cantat, lequel est venu poser sa voix sur les albums d'Eiffel A Tout Moment (2008) et Foule Monstre (2012),.
En 2013, il collabore avec Bernard Lavilliers, travaillant sur une grande partie des morceaux de son album Baron Samedi.
En 2015, il met en musique un poème de Lucien Violleau, Souvenir du régiment, pour le petit-fils de ce dernier, le dramaturge Damien Pouvreau. Il en résulte la pièce de théâtre 2170 jours de ma jeunesse[source insuffisante].  

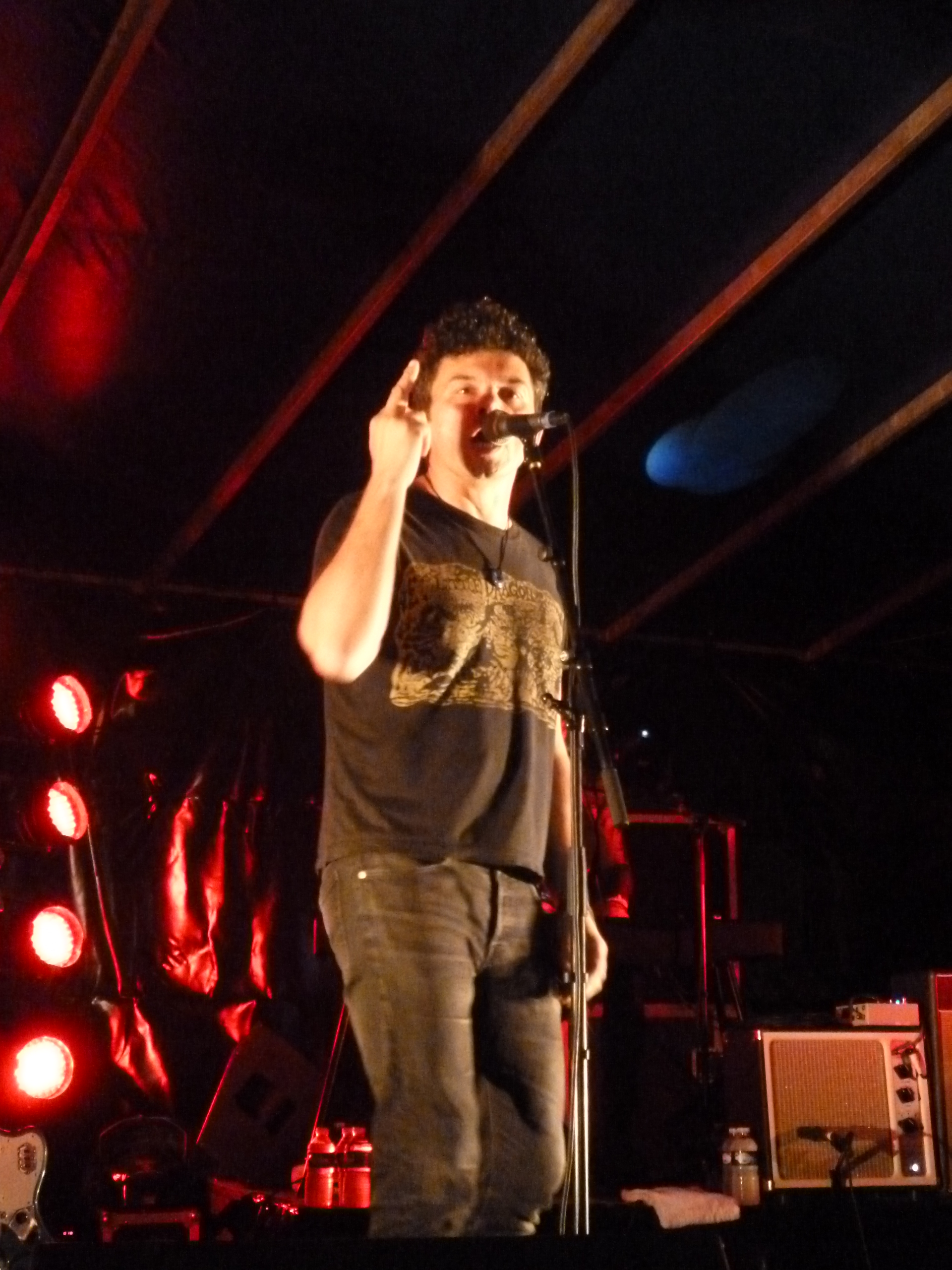
Romain Humeau en concert à Maignelay-Montigny, en juin 2017

.

## Discographie

### Collaborations
- 1998 : 1, 2, 3 Soleils (Romain Humeau réalise les arrangements de cordes)
- 1999 : Projet : Bikini (premier album d'Helena Noguerra, Romain Humeau réalise les arrangements de cordes)
- 1999 : Beth Hirsh (maxi CD, coréalisé par Romain Humeau)
- 1999 : Hommage à Polnareff (Eiffel y livre une reprise du titre Rosy)
- 2000 : Présence humaine (album de Michel Houellebecq, auquel ont participé Romain Humeau, Nicolas Courret et Damien Lefèvre)
- 2001 : Love what you do (single des Divine Comedy remixé par Romain Humeau)
- 2001 : Des visages des figures (album de Noir Désir. Romain Humeau a réalisé les arrangements de cordes pour le titre Des Visages, des figures)
- 2002 : Les enfants du Pirée (maxi CD de Dominique A réalisé, enregistré et mixé par Romain Humeau)
- 2003 : Avec Léo ! (compilation en hommage à Léo Ferré sur laquelle Eiffel reprend la chanson Le Conditionnel de variétés)
- 2003 : Aux suivants (compilation en hommage à Jacques Brel, Eiffel y reprend Le plat Pays)
- 2005 : Fragile (album de Têtes Raides, Romain Humeau y réalise les arrangements de cordes sur le titre L'Oraison)
- 2006 : Temps suspendu (album des Hurlements d'Léo, Romain Humeau chante sur le titre Les Vipères aux poings)
- 2006 : Kebous (maxi CD de Kebous, chanteur des Hurlements d'Léo, réalisé par Romain Humeau)
- 2006 : Eavesdropping (album de Extra Extra !, dont le morceau Eden est chanté en duo avec Romain Humeau)
- 2008 : Le Temps des cerises (enregistré avec Serge Teyssot-Gay et Bertrand Cantat de Noir Désir)
- 2009 : Guaktron (album de Guaka, groupe de rock chilien/mexicain/colombien/français, mixé par Romain Humeau)
- 2013 : Baron Samedi (album de Bernard Lavilliers, en partie réalisé et mixé par Romain Humeau qui a également participé à la composition de plusieurs titres)
- 2014 : Acoustique (album de Bernard Lavilliers, entièrement réalisé et arrangé par Romain Humeau, qui joue également de la guitare sur plusieurs titres).
- 2017 : Accidentally Yours (album de Lady Sir, Romain Humeau réalise les arrangements de cordes et les orchestrations sur Son Absence et Tout Va Mieux Pourtant.
- 2017 : 5 minutes au paradis (album de Bernard Lavilliers, Romain Humeau y réalise les titres Croisières Méditerranéennes et Vendredi 13. Il y joue aussi de la guitare, les arrangements cordes et des percussions.
- 2021 : Sous un soleil énorme (album de Bernard Lavilliers, Romain Humeau co-compose les titres Le coeur du monde, Voyages et Corruption. Il y produit également d'autres titres, et joue aussi du piano, de la guitare, la batterie, les arrangements cordes et des percussions.
- 2023 : Mokaïesh Moustaki Le Temps de vivre (album de Cyril Mokaïesh - reprises de titres de Georges Moustaki - réalisé, arrangé et mixé par Romain Humeau)

#### Reprises
- Fourmi (Jeanne Moreau/Norge/Philippe-Gérard)
- Girls just wanna have fun (Cyndi Lauper)
- Hate to say I told you so (The Hives)
- La Malle en mai (Les Hurlements d'Léo) (Romain Humeau en solo)
- Last Living Souls (Gorillaz) (Romain Humeau en solo)
- Le Conditionnel de variétés (Léo Ferré)
- Le Plat Pays (Jacques Brel)
- Les Écorchés (Noir Désir)
- Le Limon (Mano Solo) (avec les Hurlements d'Léo)
- L'Oppression (Léo Ferré)[10]
- Le Temps des cerises (Jean-Baptiste Clément/Antoine Renard)
- Les Vipères au poing  (Les Hurlements d'Léo) (Romain Humeau en solo)
- Manu (Renaud)
- Modern love (David Bowie)
- Personal Jesus (Depeche Mode)
- Quand j’aurai du vent dans mon crâne (Boris Vian) (Romain Humeau en solo)
- Je voudrais pas crever (Boris Vian)
- Shout (Tears for Fears)
- Where is my mind? (The Pixies)
- Search and Destroy (The Stooges)

La chanson Au néant a également été utilisée dans la série Alias, dans l'épisode Service commandé (4e saison, 11e épisode)
La chanson Le même train a été utilisé dans Je suis là, film franco-belge réalisé par Éric Lartigau, sorti en 2020.
- Heroes (David Bowie)